# 谭家军
谭家军（1993年12月17日—），是一名中国足球运动员，司职中场，现效力于中国足球超级联赛球队广州恒大。

## 俱乐部生涯
谭家军出身于广州队青训体系，2011年代表由广州二队组成的广州青年参加中国足球乙级联赛，他赛季出场19次，射进5球。2012年，广州二队解散，谭家军成为少数能够留在球队并上调到一队的球员。
2012年5月11日，由于主力球员备战亚足联冠军联赛的比赛，谭家军在广州恒大客场1比3不敌大连实德的比赛第82分钟替补高志林出场，完成中超首秀。